# 京町佳耶
京町 佳耶（きょうまち かや、1973年5月17日 - ）は、大阪府出身の女優。
最初は本名の藤井直子で活動していたが、その後右谷京（うこくけい）、京町歌耶から、2010年12月1日より京町佳耶に改名した。インターフレンドを2020年8月で退社。2021年1月8日、株式会社オフィス藤井を創設。代表取締役と所属俳優となる。

## 経歴・人物
- 血液型はA型。
- 玉川大学文学部芸術学科演劇専攻卒業。
- University College London English Phonetics course修了。
- アクティングコーチ イヴァナ・チャバックに師事（2020 L.A.にて）
- 特技は津軽三味線 澤田流名取 澤田直紀、民謡・唄、民謡舞踊、バレエ、英会話。
- ヨガインストラクター（2002年より指導）Asana Yoga フリースタイルヨガ六本木主宰。
- 趣味はアコースティックギター、エレキギター。
- 医療事務の資格を持つ。
- 曾祖父は、日本画家の土田麦僊。

## 主な出演作品

### 舞台
- 1997年 東宝ミュージカル「42nd Street」（日生劇場）
- 1998年
  - 中村龍史プロデュース プチレビュー「世界中にI LOVE YOU」東京ロケッツ　メンバー（シアタートラム）
  - 二期会オペレッタ チャルダーシュの女王 （新国立劇場）
- 1999年
  - 東宝ミュージカル 南太平洋　ベッシー・ヌーナン 役（青山劇場）
  - マリッツア伯爵夫人（新国立劇場）
- 2000年
  - How To Succeed　OL役（梅田コマ劇場）
  - 朗読 天守物語（サントリーホール）なでしこ 役
- 2001年 TOSHIZO プロデュース 「二百十日」 （武蔵野芸能劇場）
- 2002年
  - 竜小太郎公演「月雪花恋江戸染」ヒロイン（浅草・大勝館）
  - 杉良太郎公演「下北の弥太郎 からっ風の子守唄」女郎 役（大阪・新歌舞伎座）
- 2003年
  - 「殺陣師段平」芸者・梅吉 役（大阪・新歌舞伎座）
  - 「遠山の金さんー江戸のおらんだ囃子ー」門付・おつる 役（大阪・新歌舞伎座）
- 2005年
  - 「清水の次郎長」花魁 役（大阪・新歌舞伎座）
  - 「拝領妻始末」腰元 役（大阪・新歌舞伎座）
- 2006年
  - 「瞼の母」おぬい 役（浅草・大勝館）
  - 「緋牡丹慕情」（三越劇場）
- 2007年
  - 「緋牡丹博徒」お花 役（浅草・大勝館）
  - にんげん座公演（客演）「吉村平吉ものがたり」主人公・ヘイさんの恋人 役（シアターχ）
- 2008年 にんげん座公演（客演）「向島キネマ撮影所」菊弥（女剣劇の座長役・ヒロイン）（シアターχ）
- 2009年
  - 歌舞伎ルネサンス公演 「加賀見山旧錦絵」奥女中・有明 役（THEATRE1010、浅草公会堂、他）
  - 「川中美幸特別公演」（明治座）
  - 「新版・拝領妻始末」お市の方付腰元 役 （大阪・新歌舞伎座）
- 2010年 「長崎ぶらぶら節」町芸者・桃奴 役 明治座
- 2016年　「ダンス・レボリューション」母親 役（パンプランニング）

### 映画
- 2011年 「さや侍」町人 役
- 2011年 「カイジ2」
- 2017年 「ようこそ、美の教室へ」白川幸司監督　親族 役
- 2017年 「パーフェクト・レボリューション」新聞記者 役
- 2019年 「現代版　怪奇百物語〜壱之章〜」（７人の殺人ゲーム）老女 役
- 2024年　「Passive」内山小太郎監督　不倫女ケイコ 役
- 2025年　「人間の実」西室杏梨監督　　ハラスメント講師・小野田由岐 役
- 2025年　「この傷を愛するように」向高あおね監督　有馬裕子 役
- 2025年　「あいどわだい」辻村美奈監督　花島楓 役

### TV
- 2000年   私の青空（NHK朝の連続テレビ小説）新聞記者 役
- 2000年   マーメイド（テレビ朝日）コメンテーター
- 2000年   何でも鑑定団（テレビ東京） リポーター
- 2001 ‐ 2002年  トゥナイト2（テレビ朝日） リポーター（2クール）
- 2008年   京都殺人案内31（テレビ朝日）小豆島ホテル従業員 役
- 2011年   秘密のケンミンshow(日本テレビ）大阪弁の女性 役
- 2012年
  - ステップファーザー・ステップ #8　母親 役（TBSテレビ）
  - 金曜プレステージ「外科医 鳩村周五郎9」看護師 役（フジテレビ）
- 2015年　「MR.サンデー」（フジテレビ）
- 2016年　「行列のできる法律相談所」（日本テレビ）
- 2016年　「私、結婚できないんじゃなくて、しないんです」（TBS)
- 2016年　「犯罪化学分析室　電子の標的」（テレビ東京）
- 2020年　「逆転人生」〜偏差値30から東大へ〜 主人公・西岡壱誠の母親役（NHK)
- 2022年　「太田光のつぶやき英語」（Eテレ）

### CM
- 1996年    　資生堂ジェレイド
- 2004 - 2005年   コニカミノルタ（プリンター）キャディー 役
- 2007年 　ホンダ・バモス　母親 役
- 2011年 　SEIYU「バスプラ」シリーズ　3本（ユニット・バスプラーズメンバーとして）
- 2016年 　KIRIN　のどごし生
- 2016年　 JT
- 2016年　 スカパー「堺議員 欧州サッカー」篇 他(シリーズ6本)2017年　国際政治学者 役
- 2016年　 ステファニー化粧品
- 2017年　 Nestle「BOOST」ヨガポーズで参加（スチール）
- 2019年     ヤーマン（フィットネスウエア）
- 2019年　 協和　フラコラ　ヘマチロン原液（ヘアケア商品）
- 2020年    花王「アタックZERO （五人の日常篇）」外国人CEO通訳兼秘書 役
- 2021年　　臓器移植ネットワーク PV　看護師長 役
- 2025年　　雪印メグミルク　雪印コーヒー　カフェのマダム役（4月〜１年間）

### CM  ステージング
- 2014年　 ソリマチ「会計王」CM　 コーラス・パフォーマンス指導
- 2017年  「爽健美茶　健康素材の麦茶」CMポージング指導、イベント出演、ヨガ指導
- 2017年　  Nestle「BOOST」ヨガ指導